# スズラン (名古屋市)
スズラン株式会社は、名古屋市北区に本社をおく衛生材料医薬品販売業者。

## 概要
医療用ガーゼについては日本国内シェア60パーセントを占める。中国の工場では2020年（令和2年）4月現在、日産150万枚のマスクを製造している。

## 沿革
- 1832年（天保3年）3月 - 現在の名古屋市東区域において、國枝佐兵衛がふとん綿製造業の「南京屋」として創業[4]。
- 1916年（大正5年） - 商号を国枝商店と改め、同時に脱脂綿の製造を始める[4]。
- 1935年（昭和10年）4月 - 法人化[4]。本社所在地（現在の名古屋市北区）において、脱脂綿の製造販売を開始[4]。
- 1948年（昭和23年） - 社名を国華衛生材料合資会社と改め、社長に國枝八十四郎が就任する[4]。
- 1950年（昭和25年）6月 - 社名を国枝衛生材料合資会社と改める[4]。
- 1952年（昭和27年） - 愛知県西尾市において、ガーゼおよび包帯の織布製造を開始[4]。
- 1958年（昭和33年）8月 - 国枝衛生材料株式会社を設立[4]。
- 1961年（昭和36年）12月 - 国枝衛生材料株式会社の子会社として兵庫県伊丹市に株式会社関西開新舎を設立する[4]。
- 1962年（昭和37年）8月 - 東京営業所を開設する[4]。
- 1963年（昭和38年）1月 - 生理用ナプキン「スズラン」の製造販売を開始する[4]。
- 1966年（昭和41年）6月 - 札幌営業所を開設する[4]。
- 1968年（昭和43年）10月 - 株式会社関西開新舎をスズラン株式会社と改める[4]。
- 1970年（昭和45年）6月 - 西尾工場の設備を更新し、織布から製品までの一貫生産を開始する[4]。
- 1974年（昭和49年）12月 - 福島県に東北工場・東北営業所を設立[4]。
- 1975年（昭和50年）2月 - 福岡市に九州営業所を設立[4]。
- 1979年（昭和54年）7月 - 国枝衛生材料株式会社が子会社のスズラン株式会社を吸収し、スズラン株式会社と改称する[4]。また、國枝八十四郎が代表取締役会長に、國枝栄一が代表取締役社長となる[4]。
- 1985年（昭和60年）9月 - X線造影糸入りガーゼ「オペックス」の製造販売を開始[4]。
- 1986年（昭和61年）7月 - 常滑工場操業開始[4]。
- 1990年（平成2年）8月 - 上海鈴蘭衛生用品有限公司設立[4]。
- 1991年（平成3年）
  - 4月 - 本社ビル完成[4]。
  - 6月 - 福岡県に九州工場・九州営業所設置[4]。
- 1992年（平成4年）8月 - 蘇州鈴蘭衛生用品有限公司設立[4]。
- 2002年（平成14年）5月 - 化粧品ブランドとして「LilyBell」を設立[4]。
- 2008年（平成20年） - 代表取締役会長が國枝栄一、代表取締役社長が國枝靖弘に交代する[4]。
- 2011年（平成23年） - オオサキメディカル株式会社と資本・業務提携を締結する[4]。
- 2012年（平成24年） - 常州鈴蘭衛生用品有限公司設立[4]。
- 2017年（平成29年） - SUZURAN VIETNAM CO.,LTD設立[4]。
- 2020年（令和2年）4月27日 - 名古屋市に対して5万7300枚のマスクを妊婦配布用として寄付[3]。これを受けて名古屋市では約1万2000人の妊婦に対して、マスクを3枚ずつ郵送し、残りのマスクを保健センターに母子手帳を受け取りに来た人に3枚ずつ配布するとしている[3]。
- 2022年（令和4年）1月 - 中華人民共和国江蘇省の新工場を操業開始[2]。